# Schnarrsteg

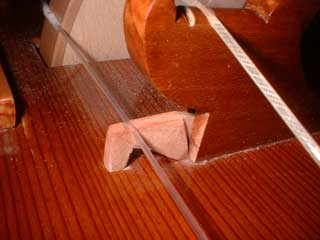
Schnarrsteg einer Drehleier aus Frankreich

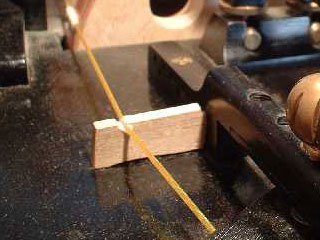
Schnarrsteg einer ungarischen Tekerőlant, im Vordergrund rechts ein Teil des Schnarrkeils aus dunkel gefärbtem Holz.

Der Schnarrsteg ist ein Steg bei manchen Saiteninstrumenten, der so eingerichtet ist, dass er ab einer bestimmten Geschwindigkeit des Streichens der Saite(n) von seiner Standfläche, also der Decke, abhebt und dann infolge der Vibrationen des Steges regelmäßig gegen die Decke schlägt. Dabei entsteht ein schnarrendes Geräusch.
Schnarrstege finden sich in unterschiedlichen Anordnungen beispielsweise bei einigen Drehleiern und beim Trumscheit. Beim abgebildeten Schnarrsteg einer französischen Drehleier verläuft die Saite über das schnarrende Bauteil hinweg.
Bei der ungarischen Drehleier Tekerőlant gehört zur Schnarrvorrichtung ein über der Saite eingeklemmter Schnarrkeil, mit dem die Schwingungen auf die Decke übertragen werden.